# Gymnocarena
Gymnocarena es un género de insecto de la familia Tephritidae del orden Diptera.

## Especies
- Gymnocarena angusta Norrbom, 1992
- Gymnocarena apicata (Thomas, 1914)
- Gymnocarena bicolor Foote, 1960
- Gymnocarena carinata Norrbom, 1992
- Gymnocarena defoei Norrbom, 2012[1]
- Gymnocarena diffusa (Snow, 1894)
- Gymnocarena fusca Norrbom, 1992
- Gymnocarena hernandezi Norrbom, 1992
- Gymnocarena lichtensteinii (Wiedemann, 1830)
- Gymnocarena magna Norrbom, 1992
- Gymnocarena mexicana (Aczel, 1954)
- Gymnocarena mississippiensis Norrbom, 1992
- Gymnocarena monzoni Sutton, Steck & Norrbom, 2012[1]
- Gymnocarena norrbomi Norrbom, 2012[1]
- Gymnocarena serrata Norrbom, 1992
- Gymnocarena tricolor (Doane, 1899)